# 圣埃乌萨尼奥-德尔桑格罗
圣埃乌萨尼奥-德尔桑格罗（義大利語：Sant'Eusanio del Sangro），是意大利基耶蒂省的一个市镇。总面积23.96平方公里，人口2499人，人口密度104.3人/平方公里（2009年）。ISTAT代码为069085。